# Santiago Rodríguez Serra
Santi Rodríguez Serra (Villanueva y Geltrú, 18 de abril de 1964) es un político español militante del Partido Popular de Cataluña, secretario general del PPC y diputado en el Parlamento de Cataluña en la VII, VIII, IX y X Legislaturas.

## Biografía
Es ingeniero técnico de telecomunicaciones e ingeniero técnico industrial por la UPC, diplomado en ciencias empresariales y Licenciado en Administración y Dirección de Empresas por la UOC.
Entre 1991 y 2002 fue profesor asociado de la Escuela de Ingeniería de la UPC en Villanueva y Geltrú. En 1992 fundó con otros socios, una pequeña empresa de ingeniería, JCS Ingenieros, a la que todavía sigue vinculado.
Militante del Partido Popular de Cataluña, de 2001 a 2005 ha sido presidente comarcal del Garraf. En las elecciones municipales de 1995 fue elegido concejal del ayuntamiento de Villanueva y Geltrú, y ha sido portavoz del grupo municipal popular hasta 2005. También ha sido portavoz del Partido Popular de Cataluña (PPC) en el Consejo Comarcal del Garraf desde 1995 hasta 2007.
Ha sido elegido diputado a las elecciones al Parlamento de Cataluña de 2003, 2006, 2010, 2012 y 2017. Desde enero de 2012 es portavoz adjunto del Grupo Parlamentario.